# Albrecht Pruský (1809–1872)
Albrecht Pruský (Fridrich Jindřich Albrecht; 4. října 1809, Königsberg – 14. října 1872, Berlín) byl pátým synem a nejmladším dítětem pruského krále Fridricha Viléma III. a jeho manželky Luisy Meklenbursko-Střelické. Jeho rodiče museli prchnout před Napoleonem u Berlína do Východního Pruska, a tak se Albrecht narodil v Königsbergu. Jeho staršími bratry byli Fridrich Vilém IV., pruský král v letech 1840 až 1861 a Vilém I., pruský král v letech 1861 až 1888 a první německý císař v letech 1871 až 1888.

## Kariéra
V roce 1819 vstoupil do pruské armády jako poručík a v roce 1852 byl povýšen na generála jezdectva. V roce 1866 se účastnil prusko-rakouské války jako velitel armádního sboru jezdectva v bitvách u Jičína a u Hradce Králové. V prusko-francouzské válce v letech 1870/71 vedl jezdeckou divizi v bitvách u Wissembourg, Wörthu a Sedanu. Později se přidal k silám svého synovce Fridricha Karla a velkovévody Bedřicha Františka II. Meklenbursko-Zvěřínského v tažení proti Armée de la Loire (francouzské armádě).
Po válce byl Albrecht jmenován generálplukovníkem. Zemřel v Berlíně 14. října 1872 ve věku 63 let a byl pohřben v parku Mausoleum na zámku Charlottenburg.
Byl mimo jiné 74. nositelem velkokříže portugalského řádu věže a meče.

## Manželství a potomci
14. září 1830 se dvacetiletý Albrecht v Haagu oženil se svou sestřenicí Mariannou Oranžskou, dcerou nizozemského krále Viléma I. a Vilemíny Pruské. Manželství bylo 28. března 1849 rozpuštěno. Za osmnáct let manželství se jim narodilo pět dětí:
- 1. Šarlota (21. 6. 1831 Berlín – 30. 3. 1855 Meiningen)[1]
⚭ 1850 Jiří II. Sasko-Meiningenský (2. 4. 1826 Meiningen – 25. 6. 1914 Bad Wildungen), vévoda sasko-meiningenský od roku 1866 až do své smrti[2]
- 2. mrtvě narozený syn (*/† 4. 12. 1832 Berlín)[3]
- 3. Albrecht (8. 5. 1837 Berlín – 13. 9. 1906 Kamieniec Ząbkowicki), polní maršál, regent brunšvického vévodství od roku 1885 až do své smrti[4]
⚭ 1873 Marie Sasko-Altenburská (2. 8. 1854 Eisenberg – 8. 10. 1898 Kamieniec Ząbkowicki)[5]
- 4. Alžběta (27. 8. 1840 Kamieniec Ząbkowicki – 9. 10. 1840 tamtéž)[6]
- 5. Alexandrina (1. 2. 1842 Berlín – 26. 3. 1906 Postupim)[7]
⚭ 1865 Vilém Meklenbursko-Zvěřínský (5. 3. 1827 Ludwigslust – 28. 7. 1879 Heidelberg)[8]

V Berlíně se 13. června 1853 se Albrecht podruhé oženil s Rosalií von Rauch, dcerou Gustava von Rauch, velitele velkého generálního štábu v letech 1812–1813 a pruský ministr války v letech 1837 až 1841. 28. května 1853 byla Rosalie jmenována hraběnkou z Hohenau. Měli spolu dva syny:
- 1. Vilém z Hohenau (25. 4. 1854 Drážďany – 28. 10. 1930 Świeradów-Zdrój)
I. ⚭ 1878 Laura von Saurma Jeltsch-Lorzendorf (6. 10. 1857 – 24. 2. 1884)[9]
II. ⚭ 1887 Margarethe zu Hohenlohe-Oehringen (27. 12. 1865 – 13. 6. 1940)[10]
- 2. Fridrich z Hohenau (21. 5. 1857 Drážďany – 15. 4. 1914)[11]
⚭ 1881 Charlotte von der Decken (21. 4. 1863 Vellahn – 30. 1. 1933 Berlín)[12]

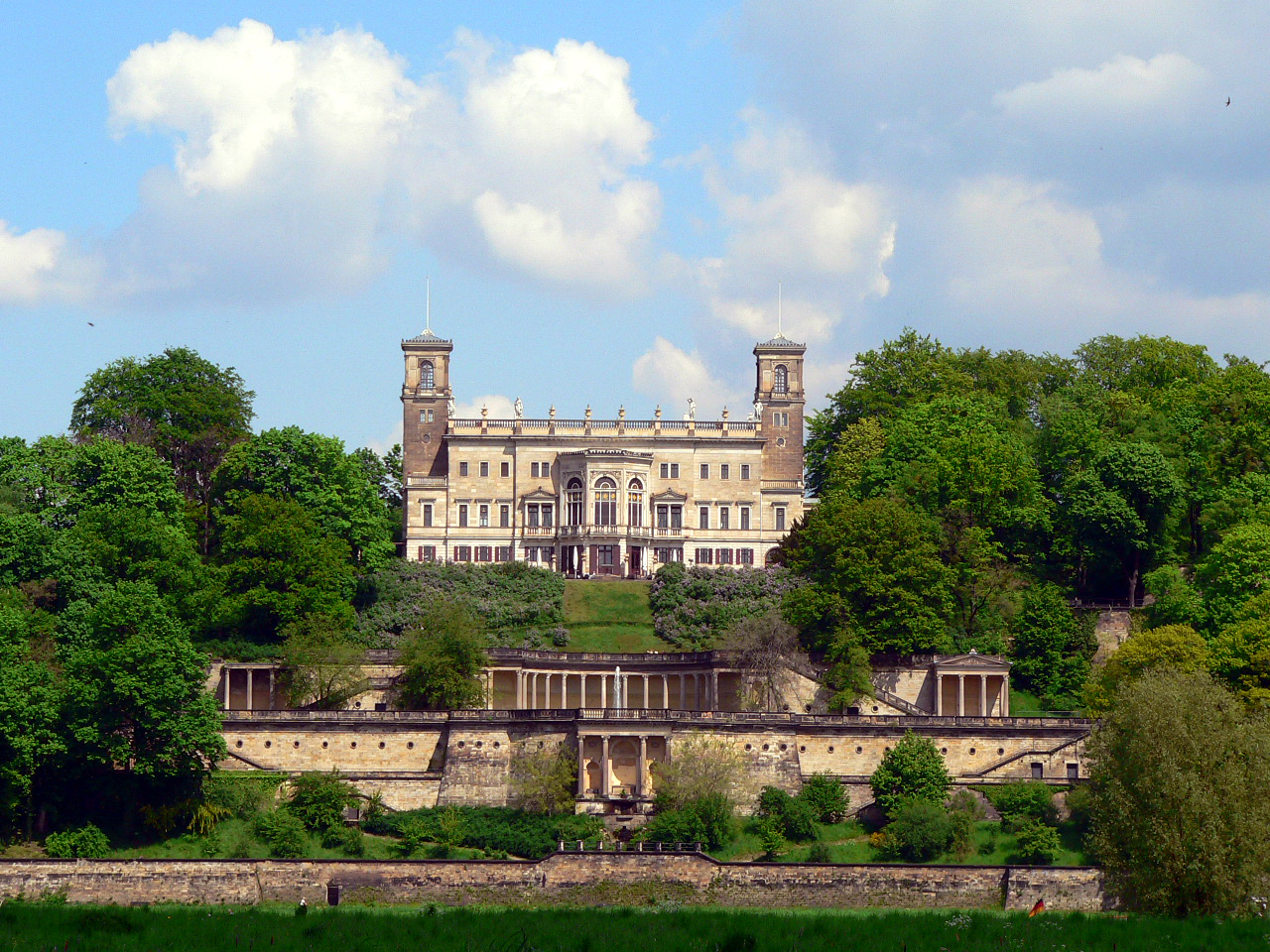
Zámek Albrechtsberg, Drážďany.

Protože bylo jeho manželství považováno za morganatické, vyhýbal se pár dočasně pruskému dvoru. Albrecht získal vinici v Loschwitz u Drážďan v Sasku, kde měl sídlo, palác Albrechtsberg, postavený v roce 1854.
Princ Albrecht zemřel 14. října 1872 ve věku 63 let v Berlíně.

## Vyznamenání

### Německá vyznamenání
- Pruské království:
  - Řád černé orlice, 4. října 1819
  - Řád červené orlice
  - Pour le Mérite, 31. července 1866
  - Řád koruny
  - Královský hohenzollernský domácí řád
  - Kříž služebního vyznamenání
- Hohenzollernové: Čestný kříž královského hohenzollernského domácího řádu
- Hannoverské království:
  - Řád Guelfů, 1838
  - Řád sv. Jiří, 1840
- Hesenské kurfiřtství: Řád zlatého lva, 5. září 1841
- Askánci: Domácí řád Albrechta Medvěda, 12. září 1864
- Bádenské velkovévodství:
  - Domácí řád věrnosti, 1856
  - Řád zähringenského lva, 1856
- Brunšvické vévodství: Řád Jindřicha Lva
- Hesenské velkovévodství: Řád Ludvíkův, 6. července 1851
- Meklenbursko: Řád vendické koruny
- Oldenburské velkovévodství, Domácí a záslužný řád vévody Petra Fridricha Ludvíka, 18. září 1861
- Saské království: Řád routové koruny, 1854
- Sasko-výmarsko-eisenašské vévodství: Řád bílého sokola, 11. listopadu 1842
- Ernestinská vévodství: Vévodský sasko-ernestinský domácí řád, 1850
- Württemberské království: Řád württemberské koruny, 1841

### Zahraniční vyznamenání
- Rakouské císařství:
  - Královský uherský řád sv. Štěpána, 1835
  - Vojenský záslužný kříž
- Druhé Francouzské císařství: Řád čestné legie, 1858
- Řecké království: Řád Spasitele
- Nizozemsko: Řád nizozemského lva
- Osmanská říše: Čestný meč
- Portugalské království: Řád věže a meče
- Království obojí Sicílie: Záslužný řád svatého Ferdinanda
- Ruské impérium:
  - Řád sv. Ondřeje
  - Řád sv. Alexandra Něvského
  - Řád Bílého orla
  - Řád sv. Anny
  - Řád svatého Stanislava
  - Řád sv. Jiří

## Vývod z předků
|                 |                                                            |  |                                           |                                                              |  |  |  |  |  |  |  | Fridrich Vilém I. |
|                 |                                                            |  |                                           |                                                              |  |  |  |  |  |  |  |                   |
|                 | August Vilém Pruský                                        |  |                                           |                                                              |  |  |  |  |  |  |  |                   |
|                 |                                                            |  |                                           |                                                              |  |  |  |  |  |  |  |                   |
|                 |                                                            |  |                                           | Žofie Dorotea Hannoverská                                    |  |  |  |  |  |  |  |                   |
|                 |                                                            |  |                                           |                                                              |  |  |  |  |  |  |  |                   |
|                 | Fridrich Vilém II.                                         |  |                                           |                                                              |  |  |  |  |  |  |  |                   |
|                 |                                                            |  |                                           |                                                              |  |  |  |  |  |  |  |                   |
|                 |                                                            |  |                                           | Ferdinand Albrecht II. Brunšvicko-Wolfenbüttelský            |  |  |  |  |  |  |  |                   |
|                 |                                                            |  |                                           |                                                              |  |  |  |  |  |  |  |                   |
|                 | Luisa Amálie Brunšvicko-Wolfenbüttelská                    |  |                                           |                                                              |  |  |  |  |  |  |  |                   |
|                 |                                                            |  |                                           |                                                              |  |  |  |  |  |  |  |                   |
|                 |                                                            |  |                                           | Antonie Amálie Brunšvicko-Wolfenbüttelská                    |  |  |  |  |  |  |  |                   |
|                 |                                                            |  |                                           |                                                              |  |  |  |  |  |  |  |                   |
|                 | Fridrich Vilém III.                                        |  |                                           |                                                              |  |  |  |  |  |  |  |                   |
|                 |                                                            |  |                                           |                                                              |  |  |  |  |  |  |  |                   |
|                 |                                                            |  |                                           | Ludvík VIII. Hesensko-Darmstadtský                           |  |  |  |  |  |  |  |                   |
|                 |                                                            |  |                                           |                                                              |  |  |  |  |  |  |  |                   |
|                 | Ludvík IX. Hesensko-Darmstadtský                           |  |                                           |                                                              |  |  |  |  |  |  |  |                   |
|                 |                                                            |  |                                           |                                                              |  |  |  |  |  |  |  |                   |
|                 |                                                            |  |                                           | Šarlota z Hanau-Lichtenbergu                                 |  |  |  |  |  |  |  |                   |
|                 |                                                            |  |                                           |                                                              |  |  |  |  |  |  |  |                   |
|                 | Frederika Luisa Hesensko-Darmstadtská                      |  |                                           |                                                              |  |  |  |  |  |  |  |                   |
|                 |                                                            |  |                                           |                                                              |  |  |  |  |  |  |  |                   |
|                 |                                                            |  |                                           | Kristián III. Falcko-Zweibrückenský                          |  |  |  |  |  |  |  |                   |
|                 |                                                            |  |                                           |                                                              |  |  |  |  |  |  |  |                   |
|                 | Karolína Falcko-Zweibrückenská                             |  |                                           |                                                              |  |  |  |  |  |  |  |                   |
|                 |                                                            |  |                                           |                                                              |  |  |  |  |  |  |  |                   |
|                 |                                                            |  |                                           | Karolína Nasavsko-Saarbrückenská                             |  |  |  |  |  |  |  |                   |
|                 |                                                            |  |                                           |                                                              |  |  |  |  |  |  |  |                   |
| Albrecht Pruský |                                                            |  |                                           |                                                              |  |  |  |  |  |  |  |                   |
|                 |                                                            |  |                                           |                                                              |  |  |  |  |  |  |  |                   |
|                 |                                                            |  | Adolf Fridrich II. Meklenbursko-Střelický |                                                              |  |  |  |  |  |  |  |                   |
|                 |                                                            |  |                                           |                                                              |  |  |  |  |  |  |  |                   |
|                 | Karel Ludvík Fridrich Meklenbursko-Střelický               |  |                                           |                                                              |  |  |  |  |  |  |  |                   |
|                 |                                                            |  |                                           |                                                              |  |  |  |  |  |  |  |                   |
|                 |                                                            |  |                                           | Kristýna Emílie Schwarzbursko-Sondershausenská               |  |  |  |  |  |  |  |                   |
|                 |                                                            |  |                                           |                                                              |  |  |  |  |  |  |  |                   |
|                 | Karel II. Meklenbursko-Střelický                           |  |                                           |                                                              |  |  |  |  |  |  |  |                   |
|                 |                                                            |  |                                           |                                                              |  |  |  |  |  |  |  |                   |
|                 |                                                            |  |                                           | Arnošt Fridrich I. Sasko-Hildburghausenský                   |  |  |  |  |  |  |  |                   |
|                 |                                                            |  |                                           |                                                              |  |  |  |  |  |  |  |                   |
|                 | Alžběta Sasko-Hildburghausenská                            |  |                                           |                                                              |  |  |  |  |  |  |  |                   |
|                 |                                                            |  |                                           |                                                              |  |  |  |  |  |  |  |                   |
|                 |                                                            |  |                                           | Žofie Albertina z Erbachu                                    |  |  |  |  |  |  |  |                   |
|                 |                                                            |  |                                           |                                                              |  |  |  |  |  |  |  |                   |
|                 | Luisa Meklenbursko-Střelická                               |  |                                           |                                                              |  |  |  |  |  |  |  |                   |
|                 |                                                            |  |                                           |                                                              |  |  |  |  |  |  |  |                   |
|                 |                                                            |  |                                           | Ludvík VIII. Hesensko-Darmstadtský                           |  |  |  |  |  |  |  |                   |
|                 |                                                            |  |                                           |                                                              |  |  |  |  |  |  |  |                   |
|                 | Jiří Vilém Hesensko-Darmstadtský                           |  |                                           |                                                              |  |  |  |  |  |  |  |                   |
|                 |                                                            |  |                                           |                                                              |  |  |  |  |  |  |  |                   |
|                 |                                                            |  |                                           | Šarlota z Hanau-Lichtenbergu                                 |  |  |  |  |  |  |  |                   |
|                 |                                                            |  |                                           |                                                              |  |  |  |  |  |  |  |                   |
|                 | Frederika Hesensko-Darmstadtská                            |  |                                           |                                                              |  |  |  |  |  |  |  |                   |
|                 |                                                            |  |                                           |                                                              |  |  |  |  |  |  |  |                   |
|                 |                                                            |  |                                           | Kristián Karel Reinhard Leiningensko-Dagsbursko-Falkenburský |  |  |  |  |  |  |  |                   |
|                 |                                                            |  |                                           |                                                              |  |  |  |  |  |  |  |                   |
|                 | Marie Luisa Albertina Leiningensko-Falkenbursko-Dagsburská |  |                                           |                                                              |  |  |  |  |  |  |  |                   |
|                 |                                                            |  |                                           |                                                              |  |  |  |  |  |  |  |                   |
|                 |                                                            |  |                                           | Kateřina Polyxena ze Solms-Rödelheim                         |  |  |  |  |  |  |  |                   |
|                 |                                                            |  |                                           |                                                              |  |  |  |  |  |  |  |                   |